# Acústico (álbum de Paula Mattos)
Acústico é o primeiro álbum da cantora e compositora brasileira Paula Mattos, o show de gravação realizado de forma acústica ocorreu no dia 6 de abril de 2015 de forma intimista, das 10 faixas gravadas ao vivo oito são de autoria da própria cantora e com parceiros. Foi lançado no dia 13 de novembro de 2015 pela Warner Music Brasil, o CD com 12 faixas (2 bônus) e o DVD com 10 faixas.

## Sobre o álbum
Participações
O projeto contou com diversas participações especiais do meio sertanejo conhecido pela cantora como Thaeme & Thiago, no qual a cantora trabalhou juntamente como backing vocal por 2 anos e meio, Zé Felipe, Munhoz & Mariano e Fernando Paloni com áudio capturado em estúdio.
Cenário
O projeto foi gravado em um set de filmagem exclusivo, e montado em um charmoso espaço na Zona Sul de São Paulo. Embora o projeto fora gravado sem público num meio mais aconchegante e simples, foi desenvolvido para aproximar a artista e quem estiver assistindo o DVD. E foi escolhido cerejeiras ao fundo, que na cultura milenar chinesa traduz prosperidade, e aqui no ocidente doçura, juventude, pureza, felicidade e o amor.

## Faixas
| N.º            | Título                                        | Compositor(es)                             | Duração  |  |
| 1.             | "Tem Que Ser Agora"                           | Paula Mattos Michel Alves Maiara           | 2:53     |  |
| 2.             | "Rosa Amarela"                                | Mattos Marco Aurélio                       | 3:19     |  |
| 3.             | "Quem Vê Cara Não Vê Coração"                 | Mattos Fabio Garrafinha                    | 3:03     |  |
| 4.             | "Eu Já Te Amava" (Part. Thaeme & Thiago)      | Mattos                                     | 2:52     |  |
| 5.             | "Farol Fechado"                               | Bruno Villa                                | 2:40     |  |
| 6.             | "Amor é Diferente" (Part. Zé Felipe)          | Mattos Aurélio                             | 2:55     |  |
| 7.             | "Quanto Tempo Falta"                          | Marília Mendonça Maiara Rodrigo Cavalheiro | 3:08     |  |
| 8.             | "O Povo Fala" (Part. Munhoz & Mariano)        | Mattos Mariano Bruno Silva Leandro Rojas   | 2:43     |  |
| 9.             | "Pros Outros"                                 | Mattos Michel Alves Maraísa Emerson Coelho | 2:48     |  |
| 10.            | "Que Sorte a Nossa" (Part. Fernando Paloni)   | Mattos Luiz Henrique Fernando Paloni       | 3:25     |  |
| 11.            | "Deixa Que Eu Cuido da Gente" (Bônus estúdio) | Mattos                                     | 2:45     |  |
| 12.            | "30 Anos" (Bônus estúdio)                     | Mattos                                     | 3:36     |  |
| Duração total: | Duração total:                                | Duração total:                             | 00:36:07 |  |

| DVD |                                             |                                            |         |  |
| N.º | Título                                      | Compositor(es)                             | Duração |  |
| 1.  | "Tem Que Ser Agora"                         | Paula Mattos Michel Alves Maiara           |         |  |
| 2.  | "Rosa Amarela"                              | Mattos Marco Aurélio                       |         |  |
| 3.  | "Quem Vê Cara Não Vê Coração"               | Mattos Fabio Garrafinha                    |         |  |
| 4.  | "Eu Já Te Amava" (Part. Thaeme & Thiago)    | Mattos                                     |         |  |
| 5.  | "Farol Fechado"                             | Bruno Villa                                |         |  |
| 6.  | "Amor é Diferente" (Part. Zé Felipe)        | Mattos Aurélio                             |         |  |
| 7.  | "Quanto Tempo Falta"                        | Marília Mendonça Maiara Rodrigo Cavalheiro |         |  |
| 8.  | "O Povo Fala" (Part. Munhoz & Mariano)      | Mattos Mariano Bruno Silva Leandro Rojas   |         |  |
| 9.  | "Pros Outros"                               | Mattos Michel Alves Maraísa Emerson Coelho |         |  |
| 10. | "Que Sorte a Nossa" (Part. Fernando Paloni) | Mattos Luiz Henrique Fernando Paloni       |         |  |